# Chiesa del Carmine (Mazzarino)
La chiesa di Santa Maria del Carmelo detta comunemente del "Carmine", insieme all'attiguo convento dei Padri Carmelitani costituiscono un complesso monumentale monastico ubicato nel centro storico di Mazzarino, nella centrale piazza Vittorio Veneto. 
La chiesa ed il convento vennero edificati nel 1664 per volere del conte Giuseppe Branciforte e furono portati a termine dal Priore carmelitano Marco Ferranti nel 1673.
Dal 1866 l'ex convento è la sede del municipio della città.

## Storia

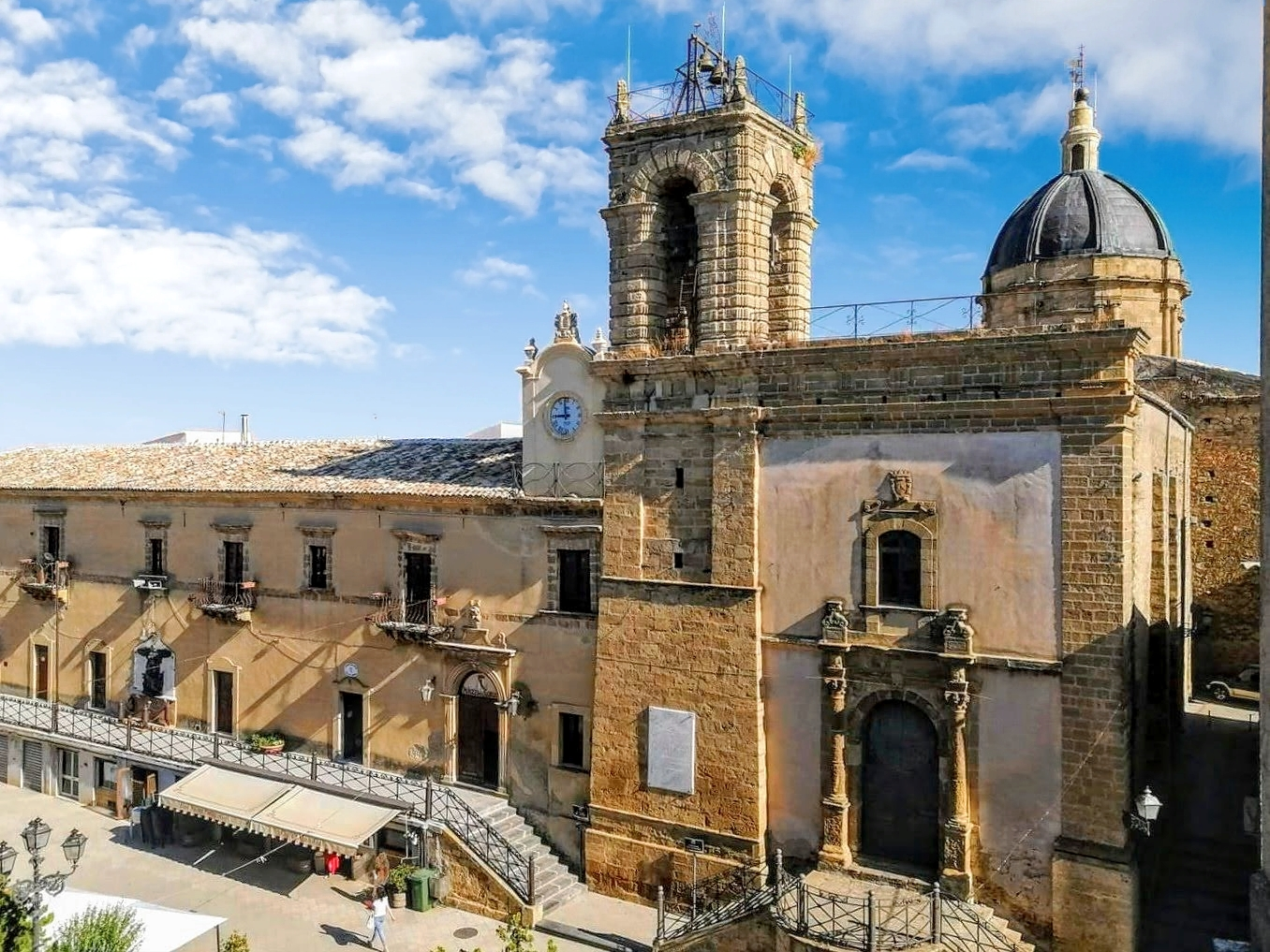
Chiesa e convento dei carmelitani

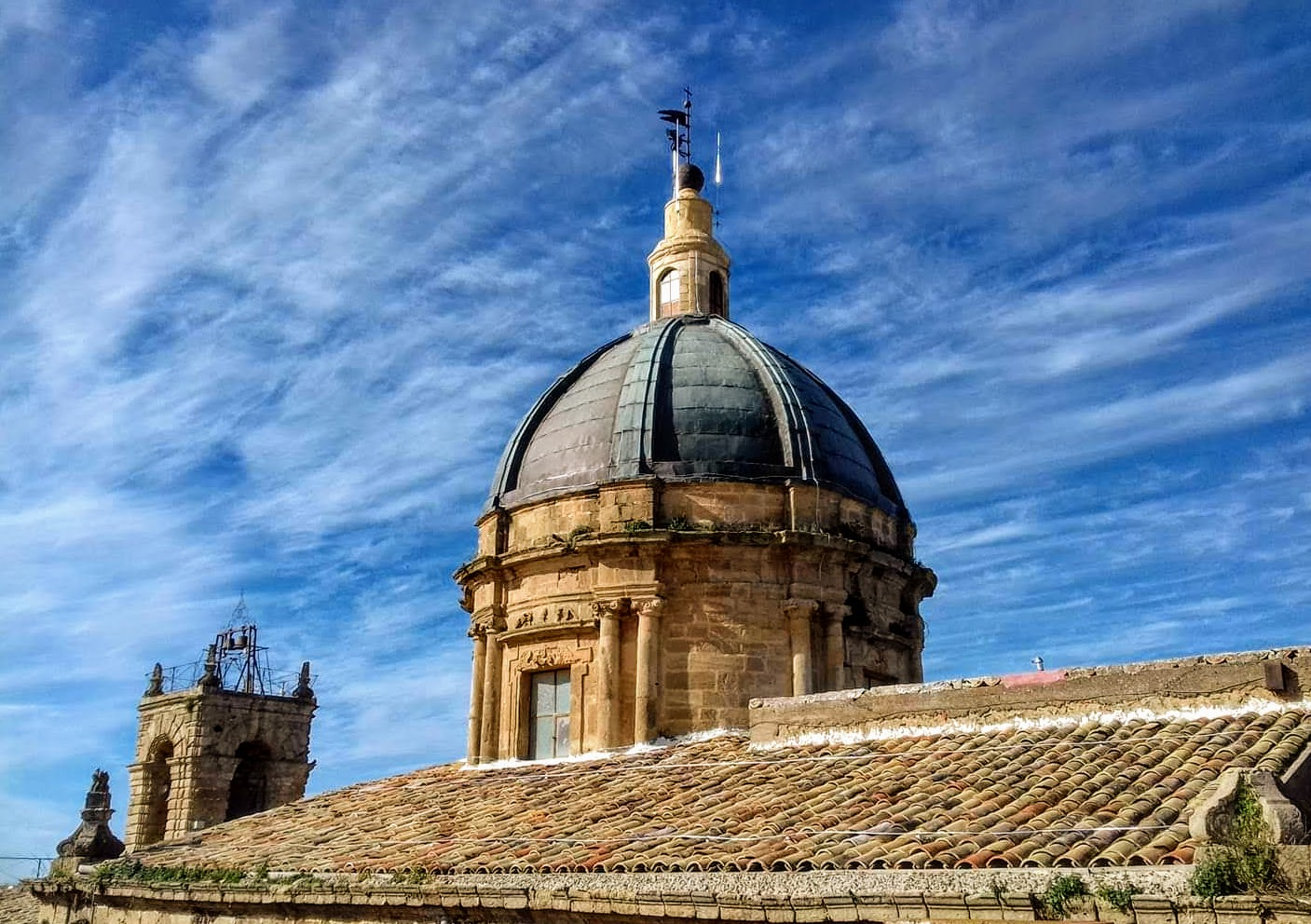
Cupola della Chiesa del Carmine, 1664

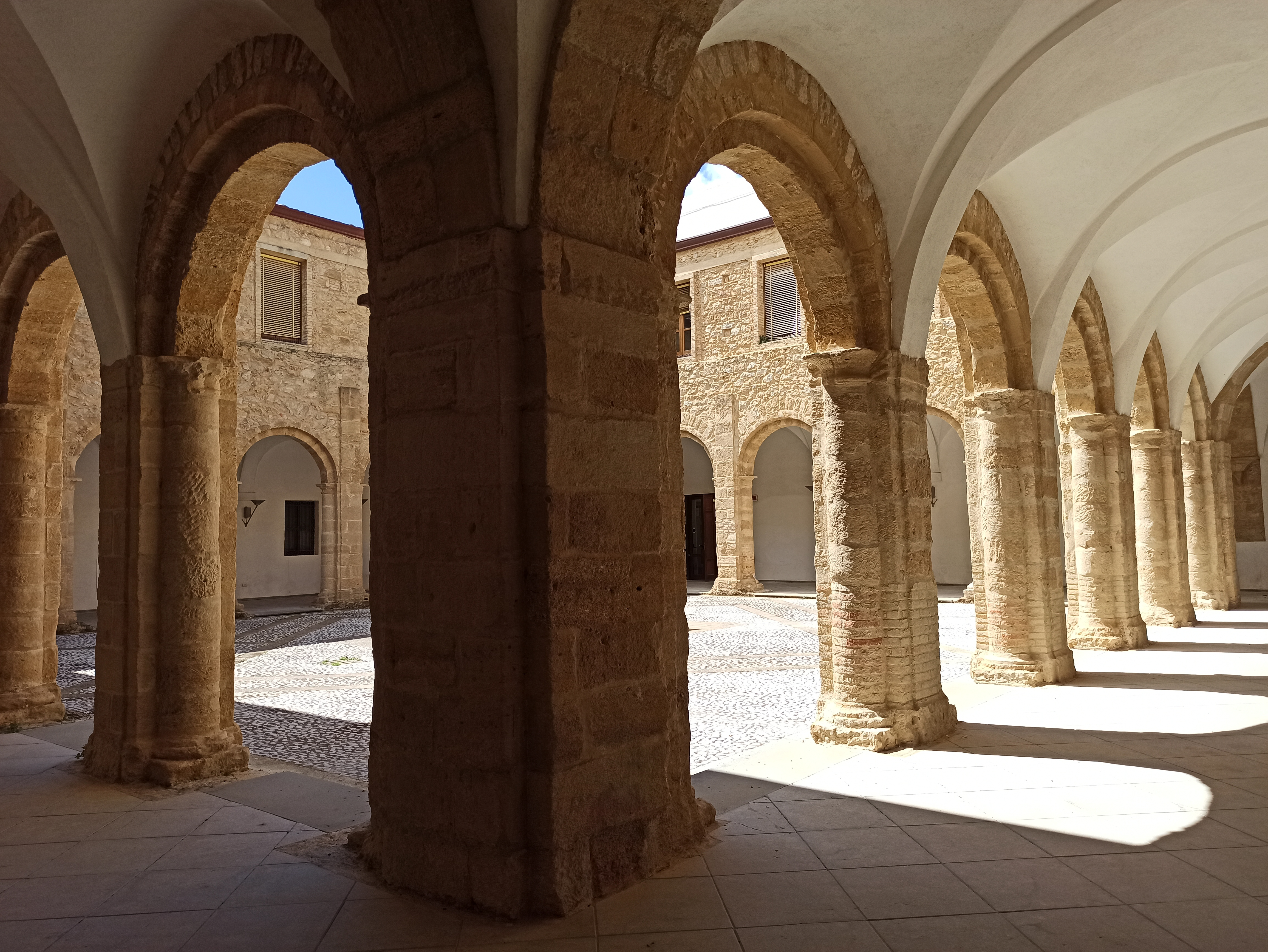
chiostro

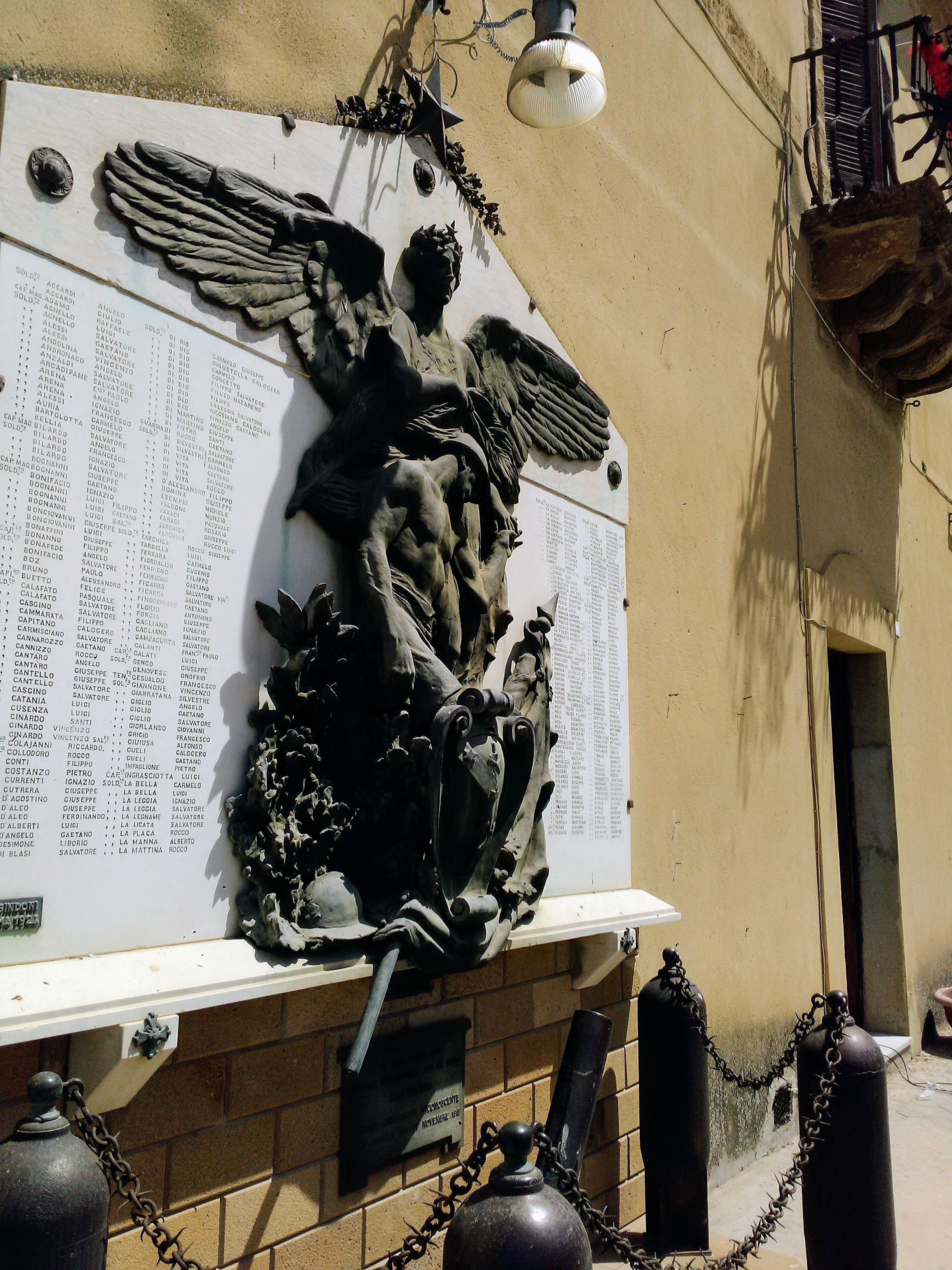
Monumento ai caduti della Prima guerra mondiale

Il conte Giuseppe Branciforte, come del resto i suoi avi, si mostrò particolarmente devoto nei confronti dei carmelitani. Per tal motivo, causa delle frane che avevano investito il vecchio convento dei monaci, ubicato nelle adiacenze del castello medievale, che lo avevano reso in parte isolato e non più facilmente raggiungibile dai fedeli, nel 1664 il Branciforte decise di far edificare un nuovo monastero nell'attuale centro abitato di Mazzarino. 
Dapprima fu edificata la chiesa dedicata alla Madonna del Carmelo, che venne ultimata nel 1664. Accanto ad essa furono avviati i lavori di costruzione del nuovo convento che, tuttavia, in un primo momento, furono sospesi nello stesso anno.
Nel 1664 i lavori di completamento del convento furono affidati dal Conte Giuseppe Branciforti al Priore carmelitano Marco Ferranti, originario di Piazza Armerina, il quale acquistò l'intera costruzione a patto di completare i lavori a proprie spese, come riportato dallo storico Pietro di Giorgio Ingala nelle sue Ricerche e considerazioni storiche sull'antica città di Mazzarino, il quale racconta il seguente aneddoto:
di un santo, cosa che accettò di buona, voglia, a patto di star solo durante il lavoro, per non soffrir distrazione e terminare più presto. Narra la tradizione che quel simulacro non poté togliersi dal posto ov'era sito, e che fu mestieri ristaurarlo ov'era collocato. Accadde intanto che nel dar di scalpello, questo ad un tratto sfondò, e nel foro videsi qualche cosa metallica luccicare. La curiosità spinse il frate ad allargarne la fessura, dalla quale ne vennero fuori belle monete d'oro ond'era ripiena la statua. Senza far palese l'accaduto ad alcuno, ne prese quante più potè e con la scusa di ritornare in Mazzarino per affari dell'arte e per acquisti delle cose a lui necessarie, portò il denaro seco, dandolo in custodia a due delle sue sorelle, che vi facevano dimora. Ultimato il lavoro, e con esso il tesoro nascosto nella statua, ritornó al proprio Convento ed allora propose al conte Giuseppe Branciforte di
volere acquistare la iniziata costruzione del nuovo convento, per portarlo da sè solo a compimento. La strana proposta fu accettata dal conte a patto di consegnarlo terminato in tempo da lui designato, diffidando che il Ferranti potesse ciò fare, non avendo mezzi per sostenere l'impresa. Ma il Ferranti, oltre a sborsarne l'importo in contanti, con la somma maraviglia
del Conte, portò a compimento l'edificio nell'anno 1673.»
(P. Di Giorgio Ingala, Ricerche e considerazioni storiche sull'antichissima città di Mazzarino.1900)
Secondo la tradizione al fine di accelerare i lavori furono riutilizzate le pietre e i materiali dal vecchio e ormai diroccato convento sito ai piedi del castello. L'edificazione del convento fu portata termine nel 1673, come riporta una lapide posta nell'atrio ove si legge: 
A spese del Ferranti, inoltre, fu fusa la grande campana, dal peso di 1800 kg. come ricorda una lapide posta sull'ingresso principale dell'attuale palazzo municipale.
STRUXIT VALVASQUAE
SACELLUM
P. MARCUS FERRANTI
M. TA. ASTA. PR.»

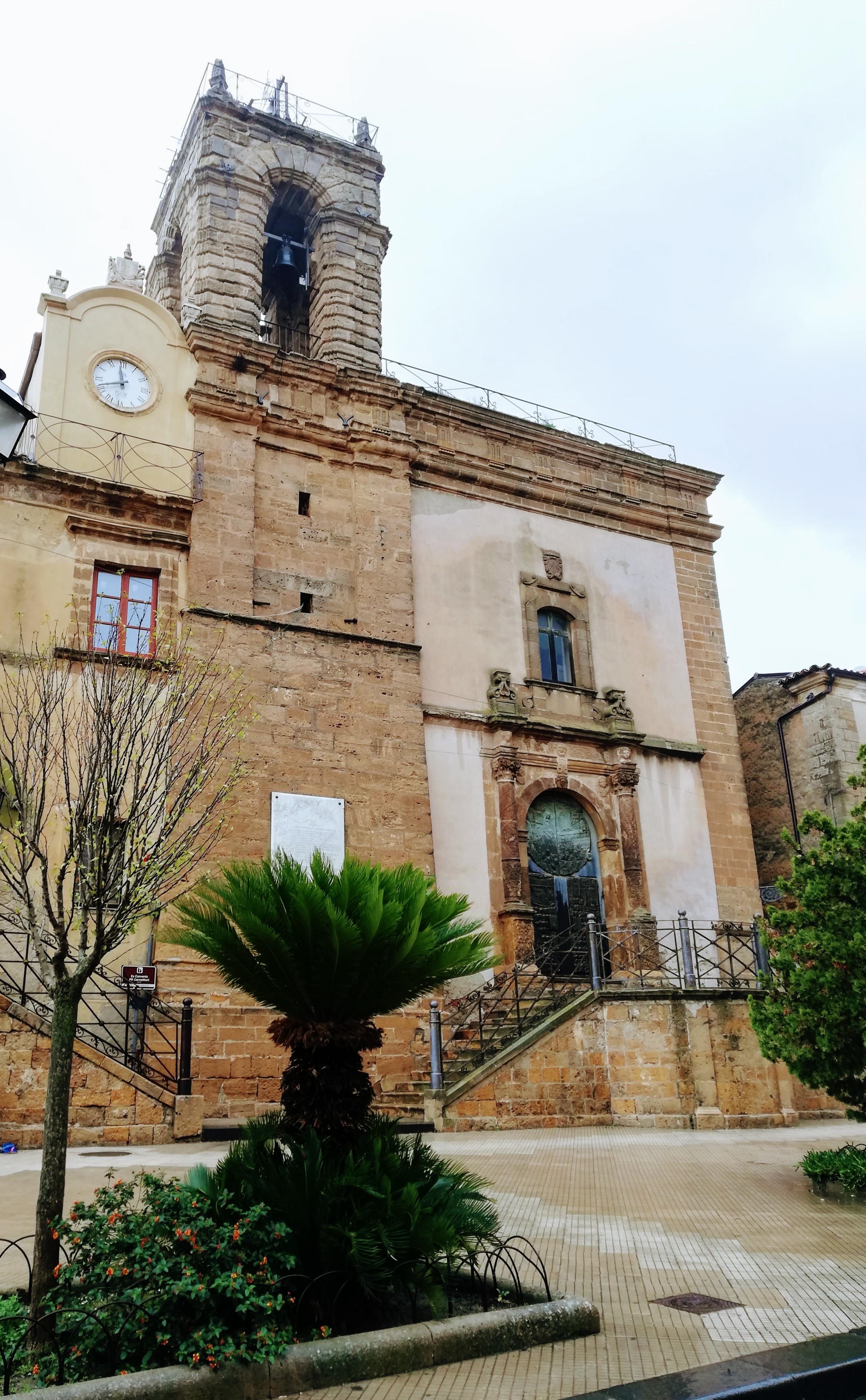
Torre dell'orologio

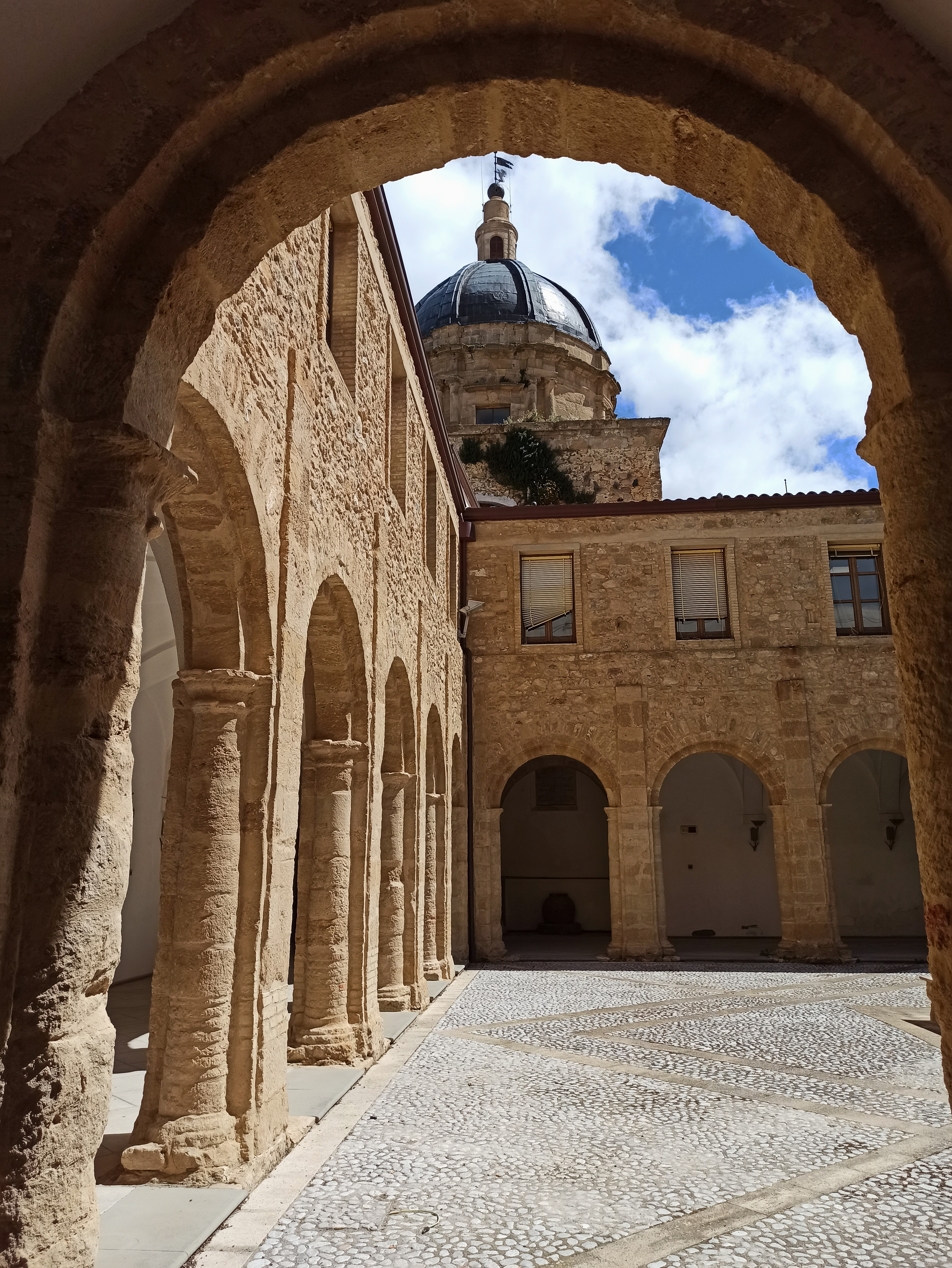
Chiostro dei frati carmelitani

Per disposizione testamentaria, il conte Giuseppe Branciforte ordinò che all'interno di detto edificio trovassero posto i resti funebri dei suoi avi, facendoveli trasferire dall'antica cappella sita nelle adiacenze del castello medievale, così come disposto nel suo testamento del 1675:
(disposizioni testamentarie del 15 Aprile 1675 di Giuseppe Branciforte)
Nello stesso documento si riscontra pure la disposizione relativa alla sua sepoltura:
Protomartire Santo Stefano del Convento dei Padri di Nostra Signora del Carmine di questa terra di Mazzarino, e nel Cappellone che si sta attualmente fabbricando in detta chiesa, e mentre non sarà perfezionato detto Cappellone di tutto
punto voglio che stia in una Cappella della Chiesa istessa dove stanno le ceneri del fu D. Giovanni Casimiro mio figlio.»

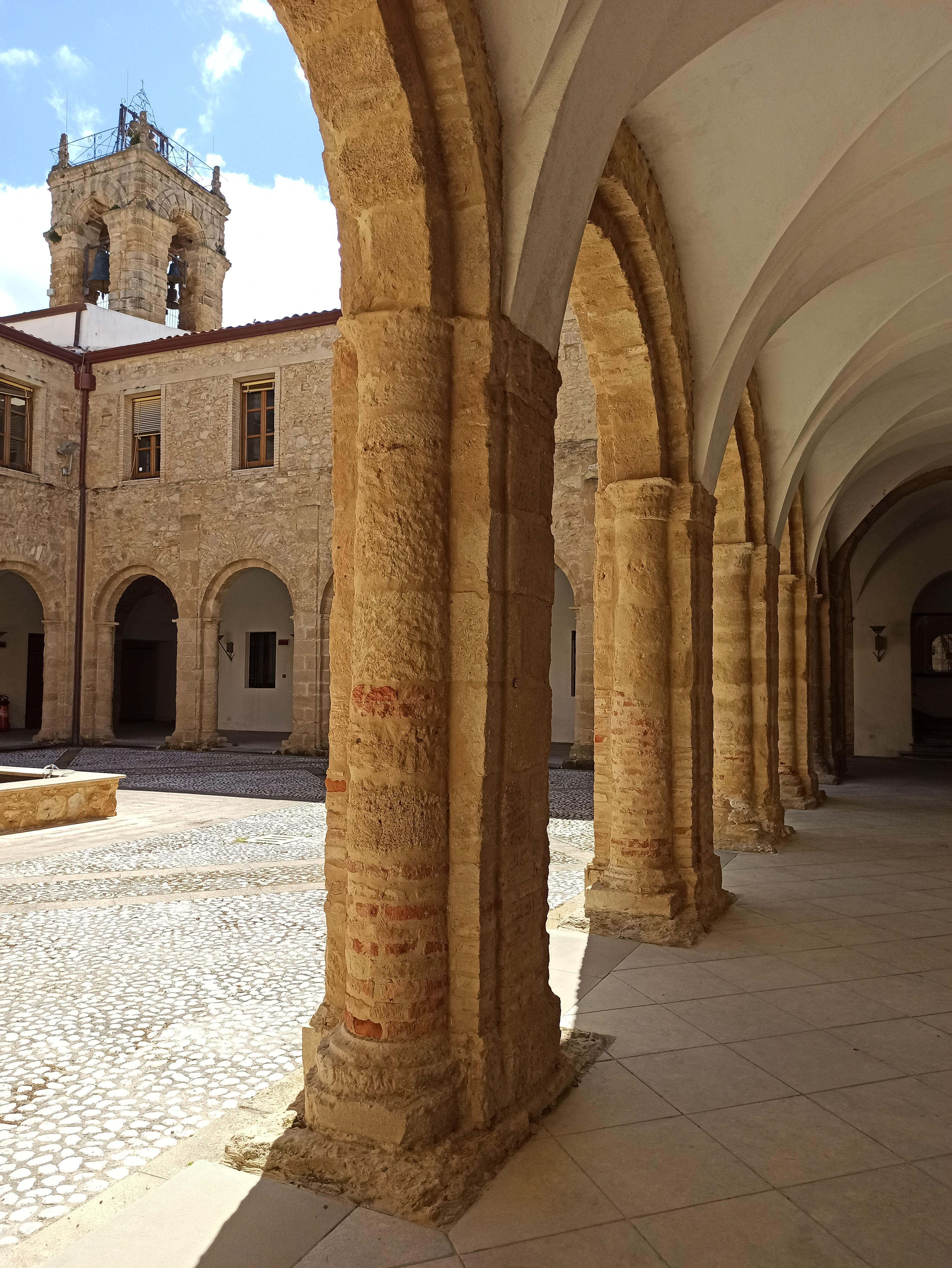
Convento del carmine

Il Conte Giuseppe Branciforte dal 1664 al 1675, accrebbe la chiesa del Carmine delle tre cappelle maggiori, al centro delle quali fece erigere la cupola, della quale ne è ignoto l'architetto.  
Fece, inoltre, decorare le tre maggiori cappelle con balaustrate in marmo intarsiato, e a traforo. Fece, inoltre, costruire l'altare maggiore in marmi policromi intarsiati, adornato ai lati da due statue in marmo che rappresentano la Fede e la Speranza e due putti, sculture di scuola palermitana. 
Le fonti storiche riportano che l'edificazione delle cappelle fu eseguita al fine di sciogliere il voto per essere scampato alla pena di morte per aver preso parte alla congiura ordita dai baroni siciliani nel 1649 contro il re di Sicilia, e per lo stesso motivo dedicò al Protomartire Santo Stefano il suddetto altare, e il cappellone, commissionando una grande tela raffigurante il martirio del Santo, al pittore Mattia Preti.
Nel chiostro del convento venne trasferito il monumento funebre di Giovanni II Branciforte opera scultorea di Giandomenico Gagini.
Nel 1762, come inciso sul campanile, furono eseguiti lavori di restauro della torre campanaria.
L'intero complesso e la facciata della chiesa furono,infine, restaurati a spese del comune nel 1877.
Dal 1866 l'edificio del ex convento dei frati carmelitani ospita gli uffici del Comune di Mazzarino.
Nel 1924 sul prospetto principale sulla Piazza Vittorio Veneto venne realizzato il monumento ai caduti della Prima guerra mondiale.

## Il mausoleo di Giovanni II Branciforte

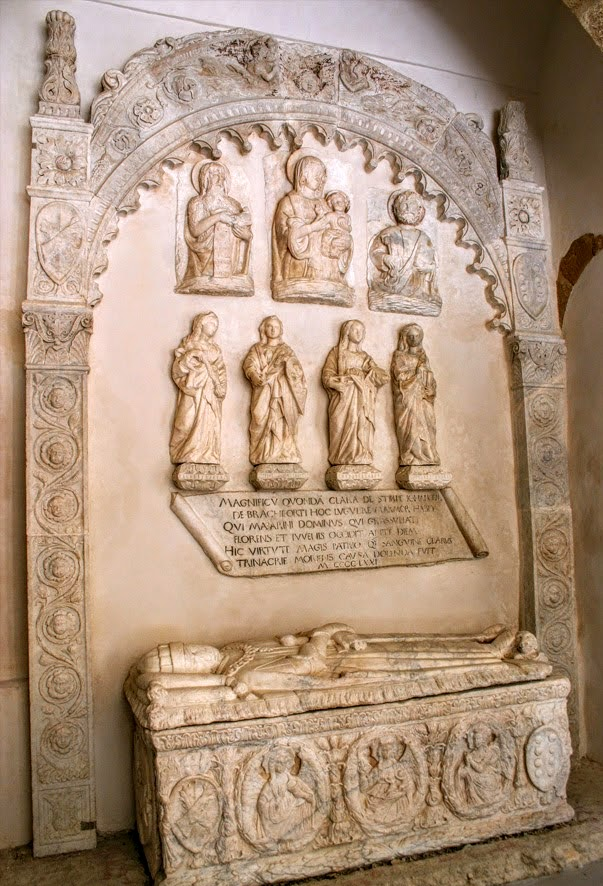
Monumento funebre a Giovanni II Branciforte, Opera di Domenico Gagini

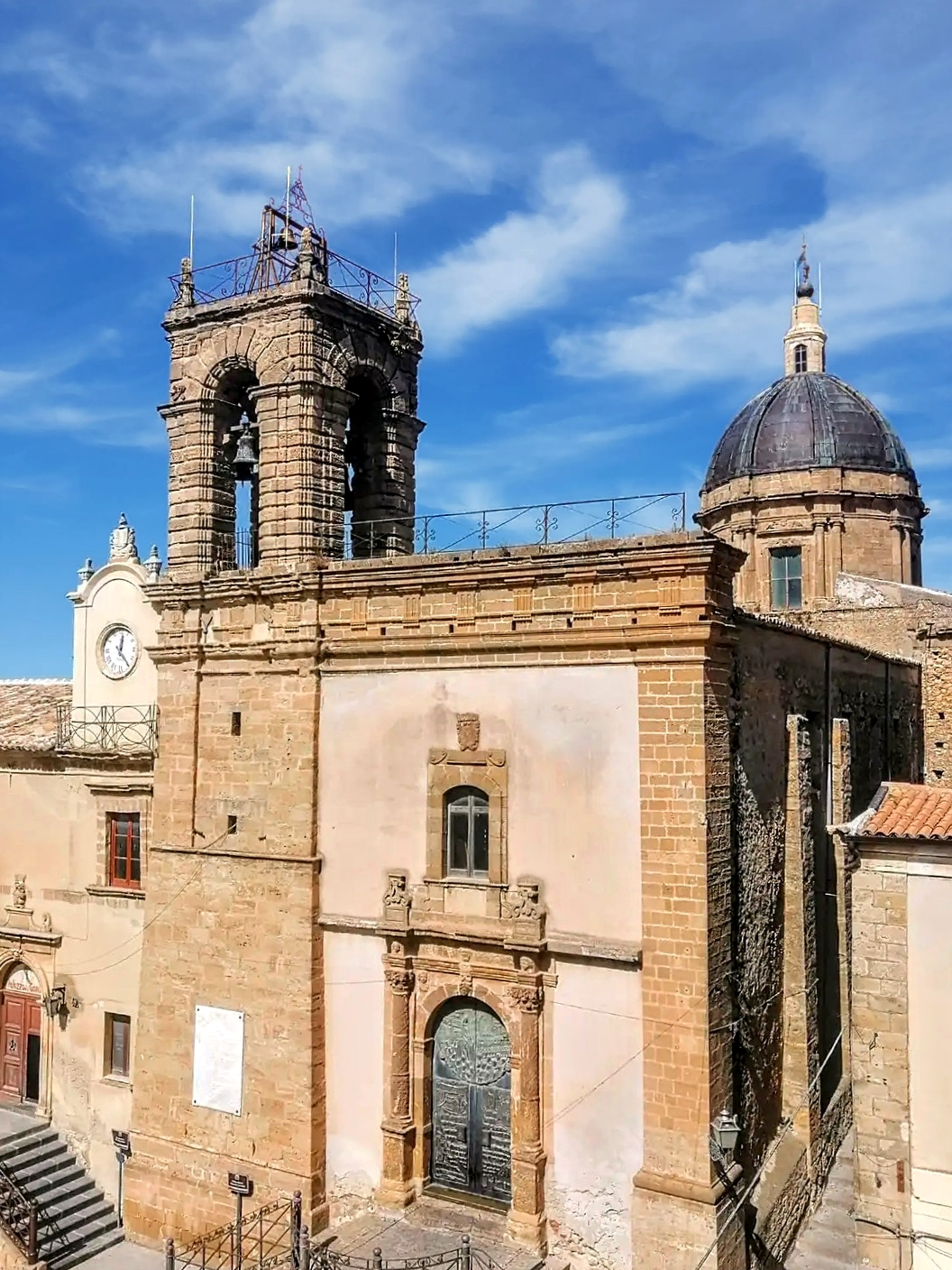

All'interno del chiostro, sul lato destro dell'ingresso principale, fu collocato, per volere del conte Giuseppe, il mausoleo funebre di Giovanni II Branciforte, proveniente dall'antica cappella situata nelle adiacenze del castello.  
Il monumento funebre a Giovanni Il Branciforti, morto nel 1452, fatto erigere dal fratello Melisse nel 1471 è uno dei rari esempi i scultura primorinascimentale della Sicilia interna, della bottega di Domenico Gagini, collegabile ai modelli funerari del maestro a Palermo (cappella Speciale in San Francesco d’Assisi), Marsala (Chiesa Madre) e Mazara (Cattedrale), nonché coll’Arca di San Gandolfo a Polizzi. Gli storici dell'artehanno osservato che si tratta dell’unico esemplare del genere che conserva, ancorché ricomposti, tutti gli elementi costitutivi originari: sarcofago con rilievi di Santi e Virtù, stipiti ed arcata del monumento. Il suo linguaggio esprime la chiarezza compositiva tosco-rinascimentale  del Gagini. 
Il monumento in finissimo marmo bianco mostra Giovanni lI disteso sulla bara, su tre cuscini riccamente lavorati, impugnando tra le mani sovrapposte il lungo spadone, la cui punta tocca un cagnolino accovacciato, che fa da sgabello all'estinto. Il berretto signorile, a forma di triregno, copre il capo del conte Giovanni II che è vestito con una tonaca, che fa intravedere da uno spacco, sul fianco destro, il manico del proprio pugnale. La Fede, la Speranza e la Carità sono allegoricamente scolpite in semibusti a bassorilievo sul davanti del letto funebre a ciascuna di esse fa da cornice, a medaglione, un intreccio di foglie di alloro. 
Il mausoleo è realizzato in rilievo, e dal muro in cui è poggiato emerge un arco, largo 30 cm in bassorilievo con stemmi e trofei della casata dei Branciforte, Il suddetto arco è alto circa 5 metri, e al suo interno sono collocati tre semibusti che rappresentano, la Madonna col bambino al centro, San Giovanni Battista alla sua destra e San Pietro alla sinistra.
Al di sotto su delle mensole sono collocate altre 4 statuette che raffigurano la Prudenze, la Giustizia, la Fortezza e la Temperanza. Sotto di esse una lapide a forma di fettuccia porta incisa la seguente iscrizione:
DE BRACHIFORTI HOC LUGUBRE MARMOR HABET
QUI MAZARENI DOMINUS, QUI GRASSULIATI
FLORENS ET JUVENIS OCCIDIT ANTE DIEM
HIC VIRTUTE MAGIS PATRIOQUE SANGUINE CLARUS
TRINACRIAE MORIENS CAUSA DOLENDA FUIT
M.CCCC.LXXI»
Stando alle fonti storiche il mausoleo funebre fu eretto nel 1471 e realizzato dallo scultore Giandomenico Gagini, ecco ciò che riporta lo storico Pietro di Giorgio Ingala a tal proposito:
e di Mansueta Jojenia, il quale, come primogenito, aveva ereditati i beni paterni e la signoria di Mazzarino e di Grassuliato, che tenne per brevissimo tempo, perché si spense giovanissimo; la signoria ed i beni passarono a Melisse suo fratello cadetto. Costui, riconoscente alla memoria del fratello estinto, volle ricordarlo ai posteri con uno stupendo mausoleo fattogli erigere nel 1471.»
(P. Di Giorgio Ingala, 1900)

## Descrizione della chiesa

### Esterno

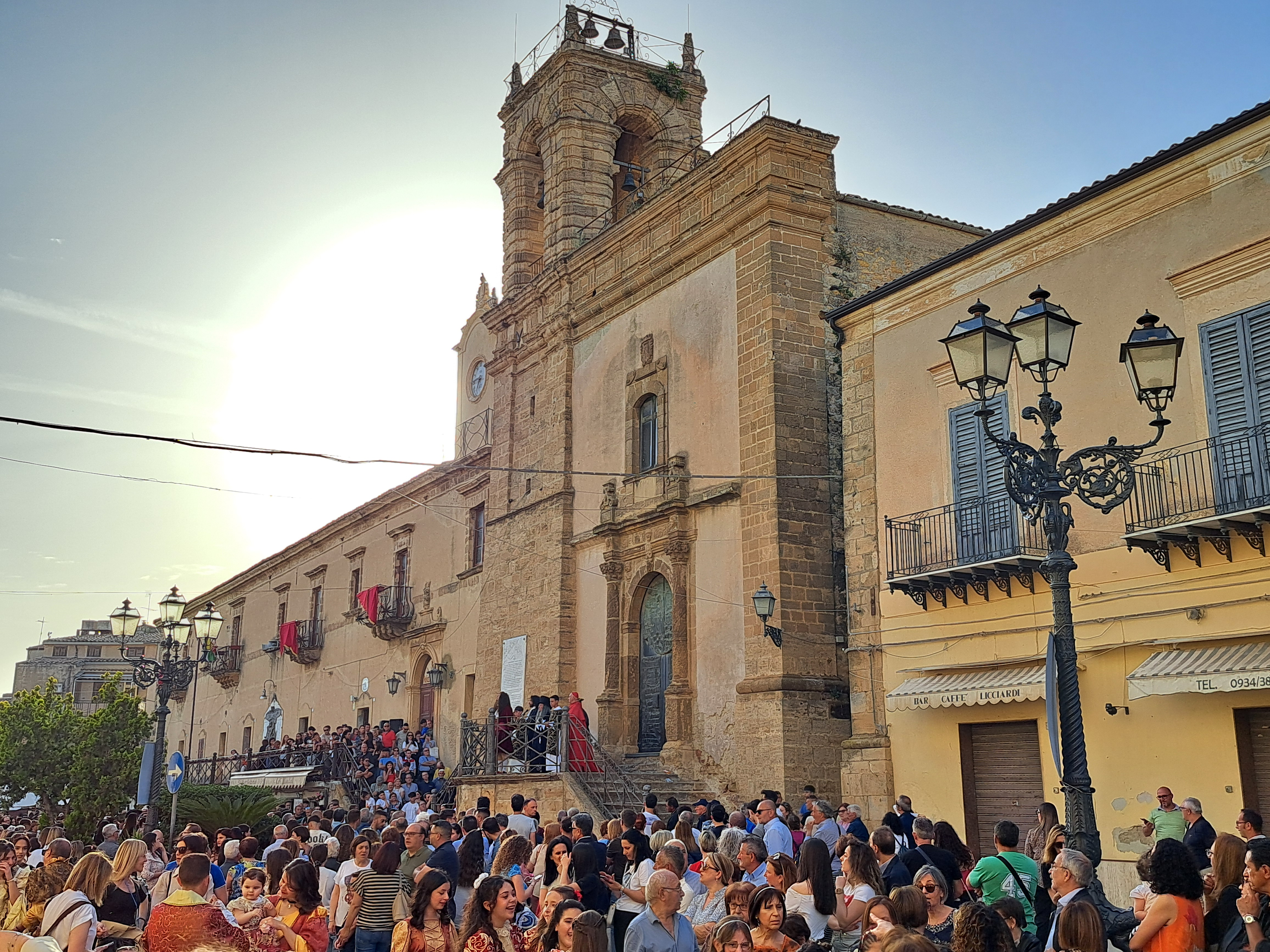
Convento e chiesa dei carmelitani

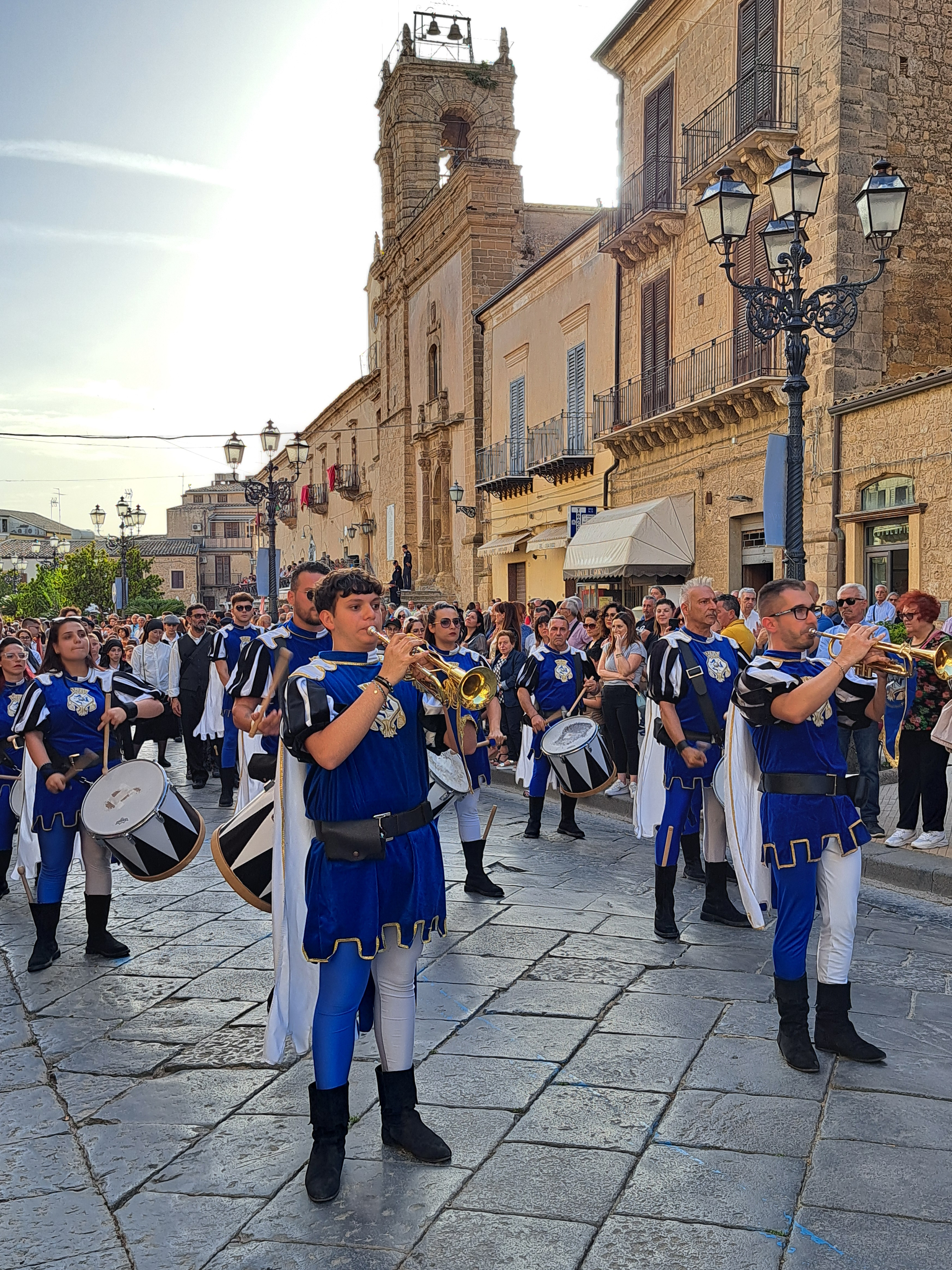

La chiesa dedicata alla Madonna del Carmelo è ad unica navata, con prospetto rivolto a sud,sulla piazza Vittorio Veneto, su una planimetria a croce latina, al centro dell'incrocio tra la navata e i transetti si eleva la cupola fatta erigere dal Conte Giuseppe Branciforte nel 1664.
La cupola è alta circa 50 metri dal suolo, ed è ricoperta esternamente da lastre di bronzo. Sulla cuspide si erge un lanternino sormontato da una sfera di rame del diametro di 80 cm, sulla quale è installata una bandiera, sorretta da un leone, stemma della casata dei Branciforte.
Nel tamburo della cupola, alternate da coppie di colonne con capitelli ionici vi sono quattro finestre che illuminano l'interno della chiesa.
L'interno della cupola, a seguito dei lavori eseguiti nel 1884 dai Fantaguzzi di Barrafranca, è decorato con stucchi e nelle quattro nicchie furono poste quattro statue raffiguranti i diaconi della chiesa.

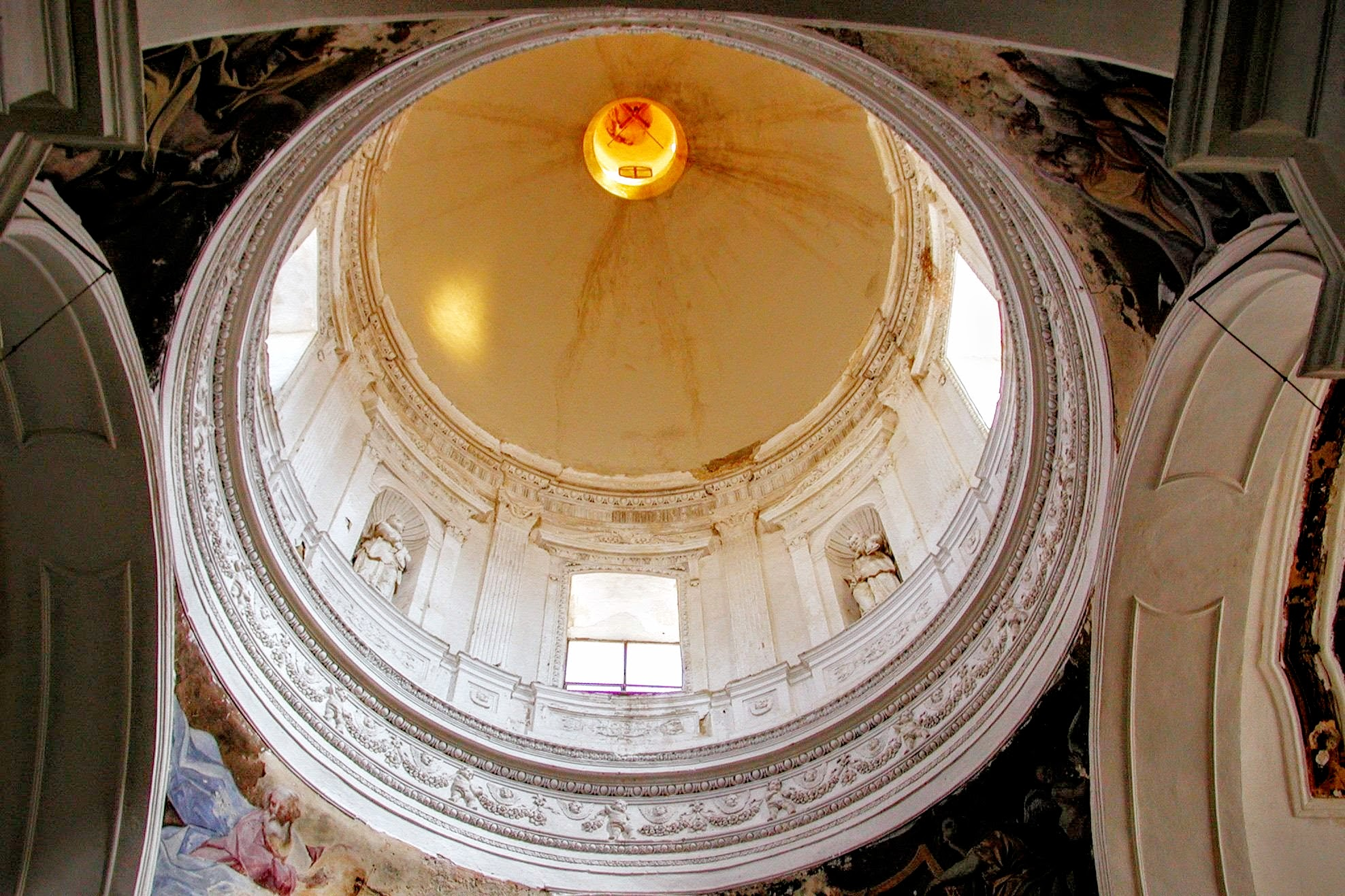
Interno - cupola chiesa del Carmine

Il portale d'ingresso è decorato ai lati da due colonne in pietra massiccia, e scolpite in rilievo con motivi vegetali.

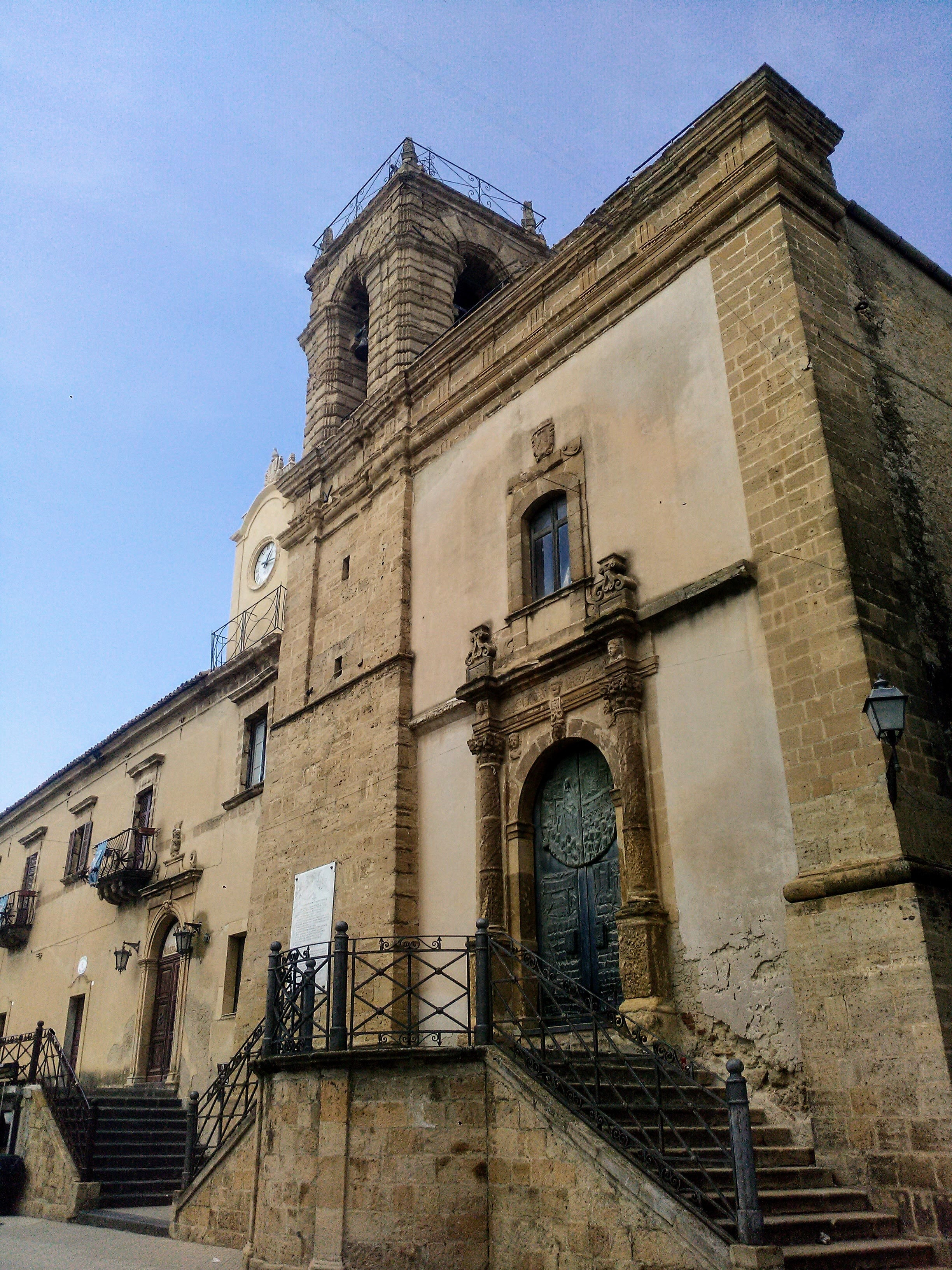
campanile della chiesa del carmine

Tra il convento e la chiesa si erge la torre campanaria, realizzata in blocchi di pietra arenaria con la tecnica del bugnato nel 1762.

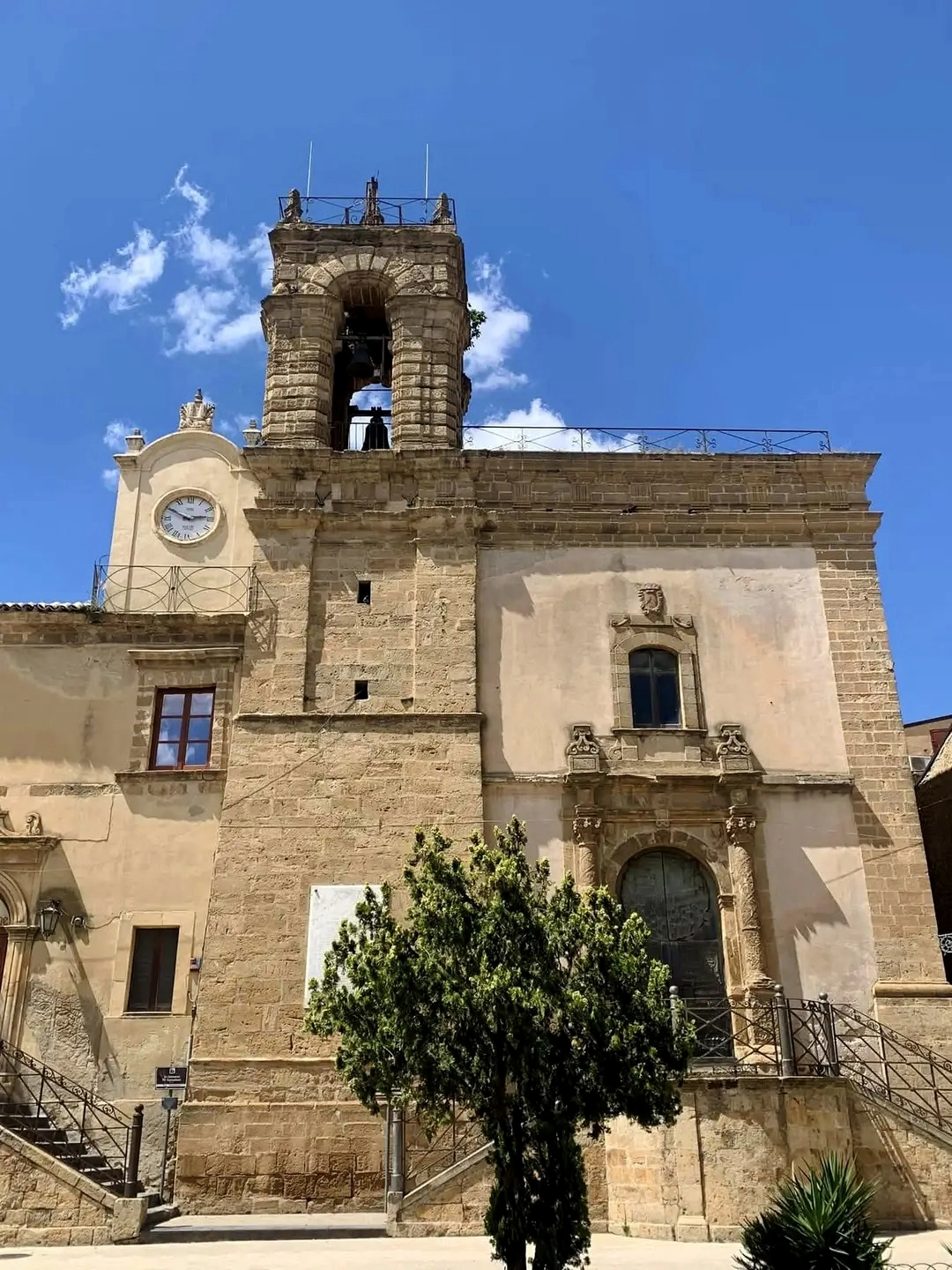

### Interno

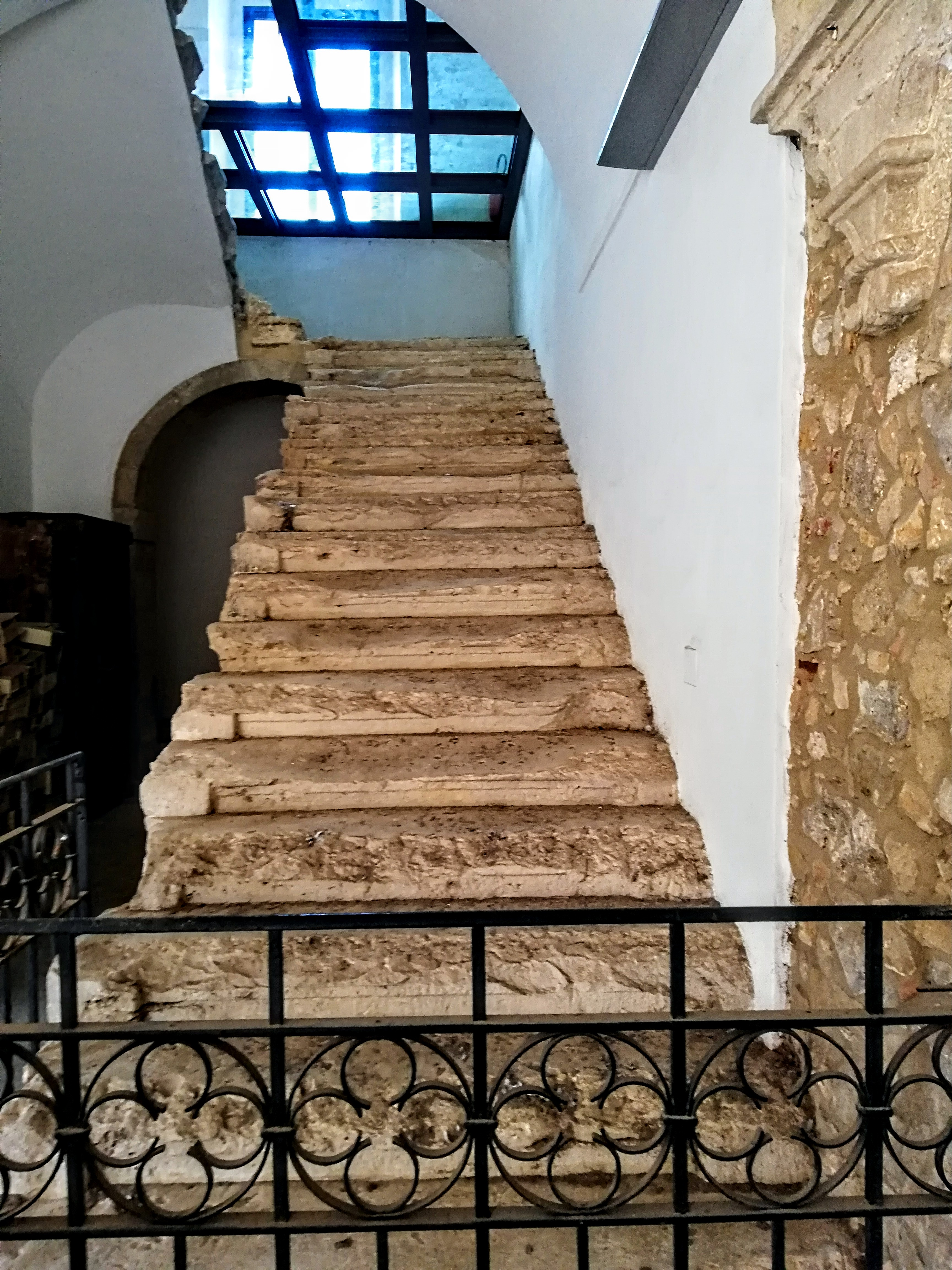

Le pareti e gli altari laterali dalla chiesa sono riccamente decorati da stucchi dallo stile barocco.
La chiesa possiede sette altari, alcuni dei quali opera dell'ebanista locale Santi Rigano, eccetto quelli delle cappelle maggiori che sono opera del frate Carmelitano Carmelo Quattrocchi, morto nel 1879. 
All'ingresso della chiesa è posto un mausoleo in ricordo del Carmelitano P. Eliseo Sampieri morto il 27 febbraio del 1790, Priore del convento e grande oratore, filosofo e teologo. come si può leggere nell'epigrafe:
SACRAE THEOLOGIAE MAGISTER DOCTOR AC DEFINITOR GENERALIS HUMILIS VICARIUS PROVINCIALIS FRATRUM ORDINIS
BEATISSIMAE SEMPERQUE VIRGINIS GENITRICIS DIEI MARIAE
DE MONTE CARMELO
ANTIQUAE OBSERVANTIAE REGULARIS ALBERTINAE IN VETUSTISSIMO PRAEDICTO ORIDINE CARMELITICO
PROVINCIALE PRIMAE
DIGNUS QUI ANNO M. DCCCLXXXIX
INNUMEROS EX UNDIQUE COLLECTOS, PATRES,
ROMAE TOTIUS ORDINIS GEXERALIS CAPITULI
PRIOR ELIGERETUR.
SAPIENTIAE, VIRTUTUM MERITORUMQUE ONUSTUS
BEATORUM SOMNO
ANNO M. DCCCXC. AETATIS SUAE LV. CORREPTOS

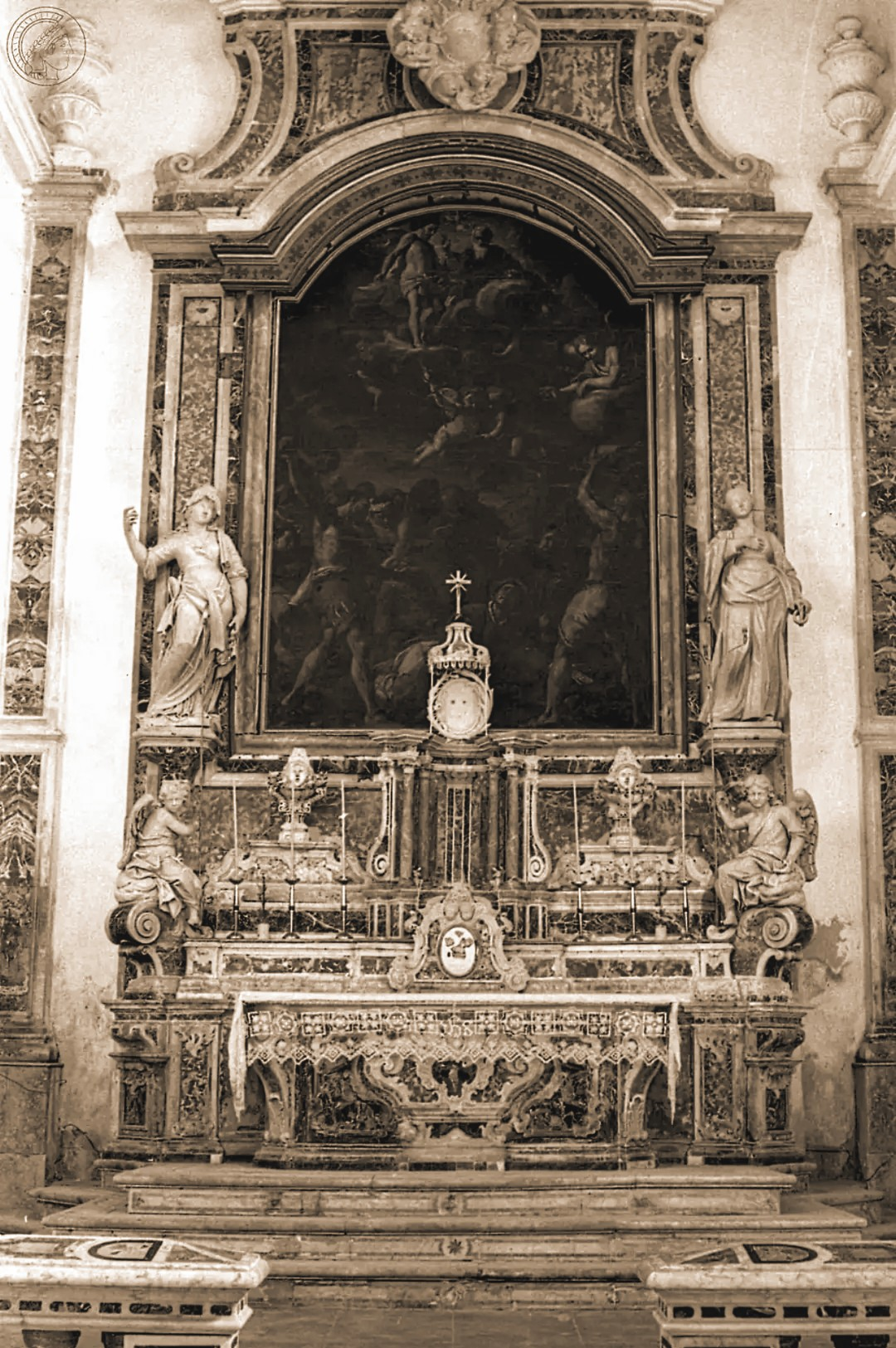
altare maggiore

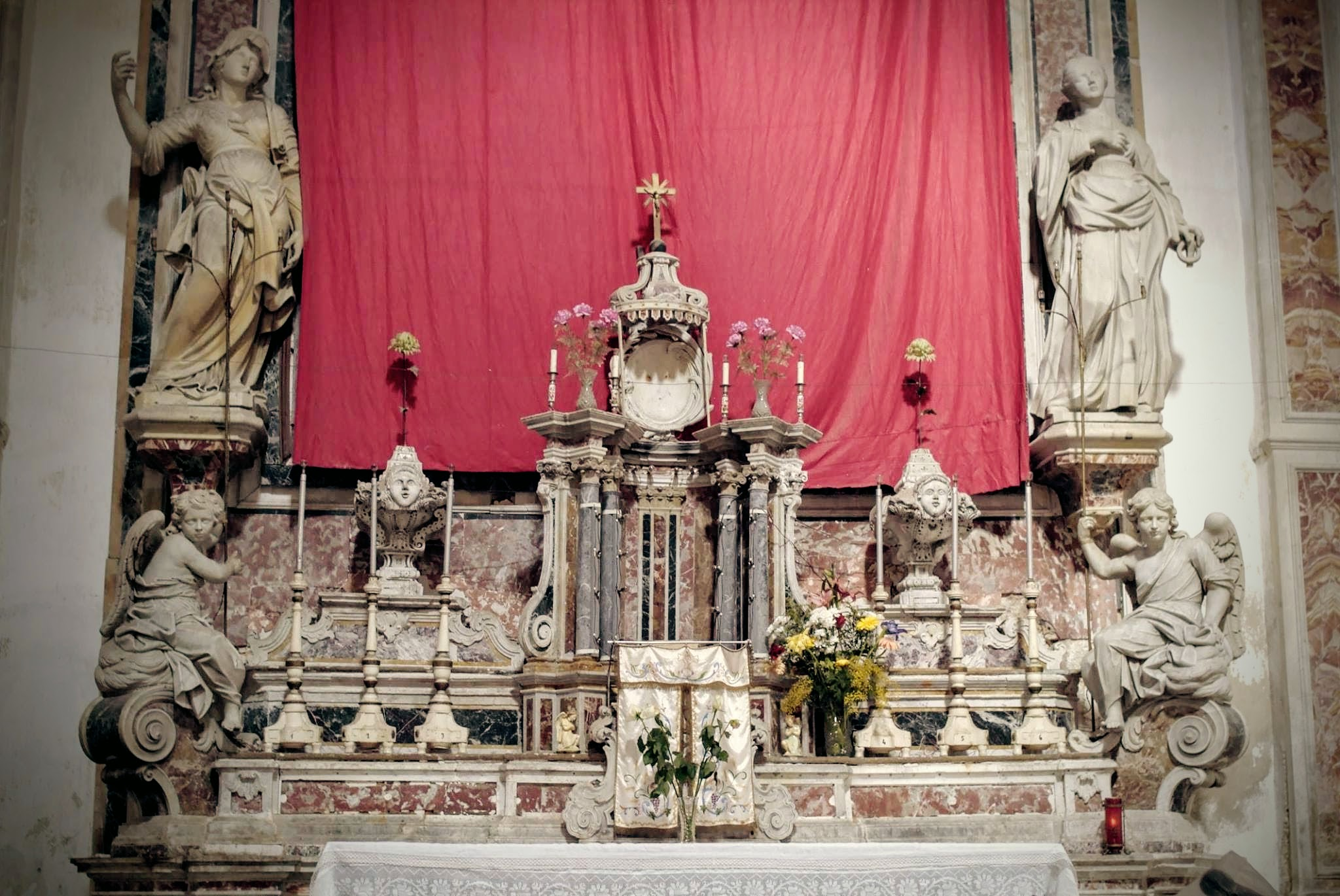
Altare maggiore

FRATER EJUS ALOYSIUS HANC POSUIT
UT LIBER ILLI ADITUS
AD COELESTEM CURIAM PATEAT
PRECIBUS FIDELIUM»

#### opere
- Il primo altare di destra è dedicato al Profeta Elia, con dipinto dell'apparizione della Vergine al santo sul monte Carmelo;
- il secondo altare è dedicato all'annunciazione con dipinto che fa da velo ad una statua di San Calogero, ai lati dell'altare sono collocati in apposite cornici mezzane due dipinti raffiguranti l'apparizione della vergine a Papa Onorio III, e la processione della Madonna del Carmine a Madrid, al di sotto di quest'ultimo si trova un dipinto della flagellazione di Gesù.
- Il terzo altare, nel transetto, è dedicato alla Vergine del Carmine, con una grande tela che rappresenta la Madonna mentre consegna lo scapolare a San Simone Stock; a lato del transetto è collocato il sepolcro in marmo rosso del Principe Giovanni IV Branciforte, nella volta della cappella è dipinta in affresco la Gloria di Maria in cielo. Il suddetto alterare è racchiuso da una balaustra in marmo, con intarsi policromi e gli stemmi della famiglia Branciforte.[4]

- Il primo altare di sinistra ha la statua della Madonna della pietà,
- il secondo è dedicato al Ss. crocifisso e a lato dello stesso pende in apposito riquadro un dipinto dell'apparizione della Vergine del Carmelo a Papa Giovanni XXII.
- Il terzo altare nel transetto di sinistra è dedicato a Sant'Alberto con grande tela del santo, nella volta della cappella sono affrescate la sepoltura di Cristo e la resurrezione.

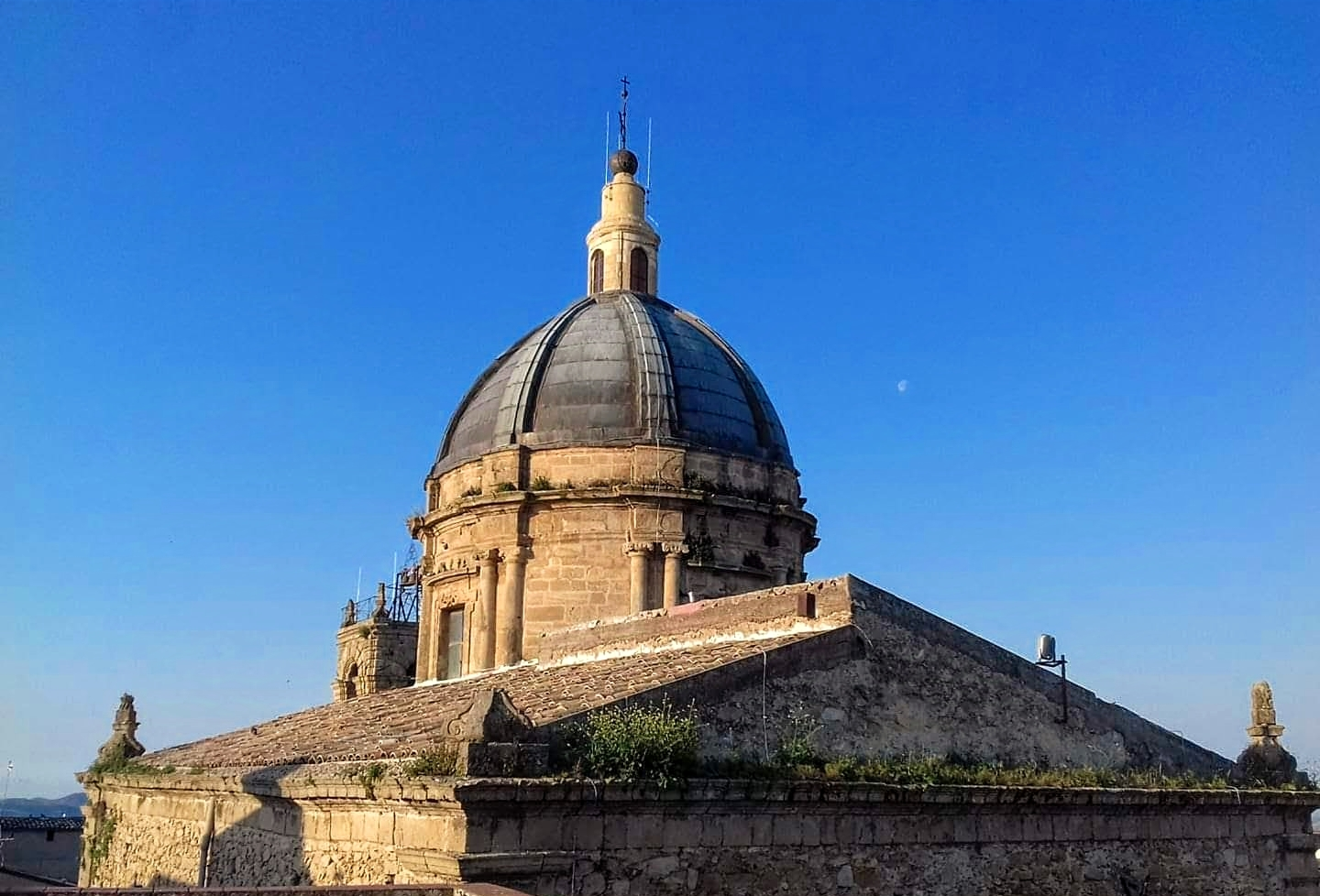

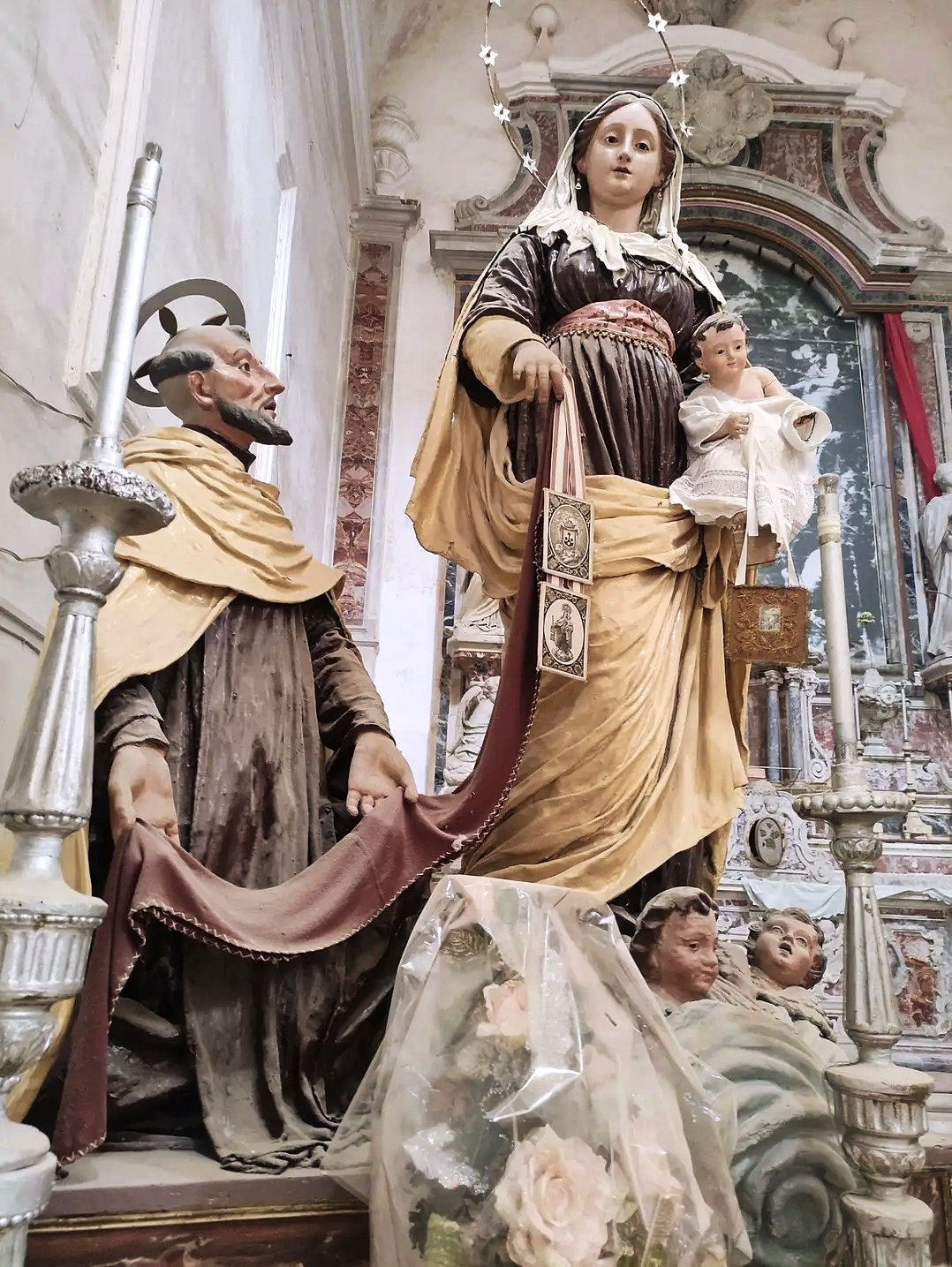
Statua della madonna del Carmine

L'altare maggiore, in marmi policromi e con ai lati le statue della Fede e della Speranza, espone una grande tela del martirio di Santo Stefano, dipinto da Mattia Preti, trafugata dalla chiesa il 20 ottobre 1981. Nella volta della cappella maggiore è affrescata la gloria di Santo Stefano. Nei peducci della cupola sono affrescati i profeti Davide, Geremia, Isaia e Daniele. Secondo le fonti storiche tali affreschi sono attribuibili al pittore Guglielmo Borremans.
Fra le mura dell'annesso convento è racchiuso il chiostro, con quadriportico che percorre l'intero perimetro del cortile, con archi a tutto sesto in pietra arenaria intagliata e scolpita con semi colonne. Nel corridoio perimetrale ad est, a confine con la chiesa, è posto il mausoleo funebre del Principe Giovanni II Branciforte.